# Nimaima
Nimaima es un municipio colombiano del departamento de Cundinamarca ubicado en la Provincia del Gualivá. Se encuentra a 75 km al noroccidente de Bogotá. Tiene bajo su jurisdicción el centro poblado: Tobia. 

## Toponimia

### Origen lingüístico[3]
- Familia lingüística: Caribe
- Lengua: Panche

### Significado
Se desconoce el significado y origen de la palabra nimaima en lengua panche. El nombre del municipio de Nimaima, en Cundinamarca, proviene de la palabra indígena aima, que significa "tierra de alguien". Los conquistadores españoles adoptaron este nombre, junto con otros municipios del departamento, como Anapoima, Anolaima, Sasaima y Nocaima.

### Origen / Motivación
Su nombre deriva del cacique Anamayo Nimaima, quien gobernaba la región a la llegada de los españoles.

## Historia
Sus primitivos pobladores fueron los indios Nimaimas, de la nación Panche. El 16 de marzo de 1595 el oidor Miguel de Ibarra reunió en Sasaima a los indígenas de Doyma y Nocaima, y de otros repartimientos entre los que comparecieron los Nimaimas, quienes por conducto de su teniente Don Cristóbal Fixo adquirieron las tierras que habían poseído por el lado del camino que va a Vergara.
El 23 de septiembre de 1604 llegó de visita a Sasaima el oidor Alonso Vásquez de Cisneros y reunió los indígenas de Sasaima, Nimaima, Nocaima y otros, a todos los cuales hizo la descripción con el fin de informarse de su estado social. El encomendero de los Nimaimas era Don Juan de Orejuela. Los Nimaimas estuvieron asentados en Nocaima desde la fundación en 1605, junto con los Chapaimilla, Pinzaima, Calamoima y Ubima. Por el año 1621 ya tenían su propio pueblo en el que vivían 186 indios repartidos en 5 reducciones. 
En enero de 1758 se adjudicaron a don Juan Ortiz de Caballero las minas de cobre de Nimaima para su explotación. Por Contrato de 3 de mayo de 1881 se dieron en arrendamiento a Narciso Rudas las fuentes salinas de Pinzaima y Chaguaní.
En visita del arzobispo Fernando Arias de Ugarte, previa aprobación del presidente Juan de Borja y Armendia, por Decreto de 3 de noviembre de 1621. En 1732 los pueblos de Nocaima y Nimaima estaban separados. En 1797 Nimaima tenía 149 indios. Por Decreto de la Asamblea Legislativa del Estado Soberano de Cundinamarca de 20 de diciembre de 1866 se suprimió el distrito y su territorio se agregó a Útica, Nocaima y Vergara. Por Decreto de la Asamblea Legislativa del Estado de Cundinamarca de 23 de agosto de 1867 erigió en Aldea al antiguo territorio que formaba Nimaima con los mismos límites; posteriormente se derogó por Decreto 20 de 1866, y por ley C n.º 18 de 15 de diciembre de 1879 se dijo que la Aldea depende de Vergara.
Por Ley C n.º 21 de diciembre se creó el distrito nuevamente, por Ordenanza 19 de 3 de julio de 1894 se suprimió el municipio y su territorio se agregó a La Peña, Nocaima y Quebradanegra. Por Ordenanza 30, del 15 de julio de 1904 se derogó dicha ordenanza y se restableció el municipio por antiguos límites.

## Geografía
Por la extensión de su territorio, su forma es de suroeste-noreste, siendo su parte central la más angosta.

### Límites
Nimaima está delimitada por los siguientes municipios:
| Noroeste: La Peña (Río Negro)                             | Norte: El Peñón | Nordeste: Límites entre El Peñón y Vergara |
| Oeste: La Peña, Útica (Río Negro)                         |                 | Este: Vergara (Río Negro)                  |
| Suroeste: Quebradanegra (Río Dulce) y Villeta (Río Tobia) | Sur: Nocaima    | Sureste: Vergara                           |

## Economía
La principal actividad económica de Nimaima es la fabricación de la panela, ya que su principal cultivo es el de la caña de azúcar. También se puede apreciar el cultivo de árboles frutales como la mandarina (en sus diversas clases), el mardoño, la naranja, el chontaduro o cachipay,  marañón.

## Turismo

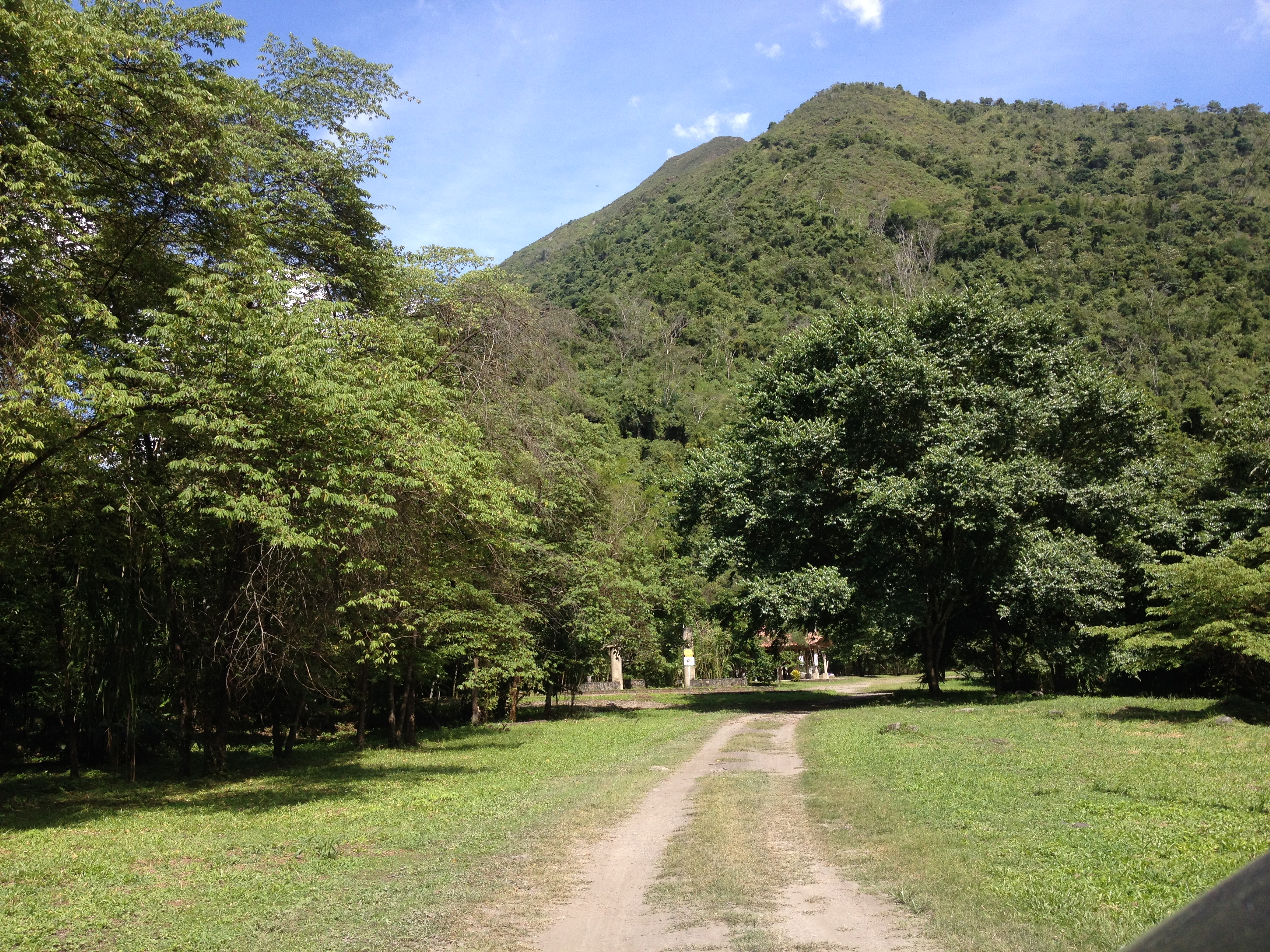
Cerro de Santa Teresa en el Parque Salinas de Nimaima.

Entre los atractivos turísticos de  Nimaima se encuentran los siguientes:
- La cascada de Barandillas, con una altura aproximada de 70 metros, en los límites entre Nimaima y Nocaima, allí las aguas de la Quebrada del tigre ofrecen un hermoso espectáculo y donde se desarrollan caminatas ecológicas y se practican deportes de aventura como el rapel. Es un paraje de gran belleza paisajística con especies nativas y exuberantes.
- La Quebrada La Berberia, donde se practica el cañonig.
- El Cerro Sautatumí, la formación de más altura del municipio de Nimaima.
- La Laguna Liverpool o Santa Bárbarbara, ubicada a 700 metros del área urbana, donde se puede desarrollar pesca deportiva, con especies como  mojarra,  cachama,  yamú (sábalo), carpa, bagre, bocachico, entre otras.
- Sus aguas termales en el río Pinzaima
- Las salinas en el parque ecológico que lleva el mismo nombre, ubicado en la intersección del río Pinzaima y el río Negro.
- Los Túneles Tobia
- Los rápidos del Rionegro, 90 minutos de ráfting.

## Festividades
- Festival de los Reyes Magos: 6 de febrero
- Festival Agro turístico Cultural San Pedrino: Se celebra entre junio y julio en Tobia, inspección de Nimaima.
- Fiestas de San Roque
- Día del Campesino

## Servicios públicos
- Energía Eléctrica: Enel, es la empresa prestadora del servicio de energía eléctrica.
- Gas Natural: Alcanos de Colombia es la empresa distribuidora y comercializadora de gas natural en el municipio.